# OLIVE (松任谷由実のアルバム)
『OLIVE』（オリーブ）は、松任谷由実（ユーミン）の7枚目のオリジナルアルバム。1979年7月20日に東芝EMIからリリースされた（LP：ETP-80085、CT：ZT25-425）。1979年6月3日～7月30日に『OLIVE』コンサートツアーが行われた。1981年5月5日再発（LP：ETP-90083、CT：ZT28-783）。
1985年6月1日に初CD化（CA32-1133）。1999年2月24日にLPのブックレットを復刻し、バーニー・グランドマンによるデジタルリマスタリングで音質を大幅に向上したリマスタリングCD（TOCT-10640）とLP（TOJT-10640）をリリース。

## 解説
- アルバムのジャケットは横木安良夫が撮影した[1]。1960年代のイタリアのファッション雑誌っぽくお洒落な印象を与えている。帽子に巻いてあるドットのスカーフは、ユーミンの私物で今も持っている。
- キャッチコピーは「未来を先駆した話題の新曲「帰愁」「稲妻の少女」等の創作をずらりとそろえついに発表したユーミンのキラキラ輝くときめきのニューアルバム!」。
- 1974年の『MISSLIM』からコーラス・アレンジャーとして携わった山下達郎だが、この頃から自身の音楽活動が活発になり、今作を最後に松任谷のアルバム制作から離れた。翌1980年にはシングル『RIDE ON TIME』と同名のアルバムが大ヒットし、それ以降もヒット曲を連発して日本を代表するアーティストへと飛躍する事となる。

## 収録曲

### CD
| 全作詞・作曲: 松任谷由実（except M-7 作詞・作曲：荒井由実）。 |                                                                   |                                               |                                               |                      |      |
| #                                                             | タイトル                                                          | 作詞                                          | 作曲・編曲                                    | 編曲                 | 時間 |
| 1.                                                            | 「未来は霧の中に -Future In The Mist-」                           | 松任谷由実（except M-7 作詞・作曲：荒井由実） | 松任谷由実（except M-7 作詞・作曲：荒井由実） | 松任谷正隆           | 3:02 |
| 2.                                                            | 「青いエアメイル -Blue Airmail Envelope-」                        | 松任谷由実（except M-7 作詞・作曲：荒井由実） | 松任谷由実（except M-7 作詞・作曲：荒井由実） | 松任谷正隆           | 4:22 |
| 3.                                                            | 「ツバメのように -Like A Swallow-」                               | 松任谷由実（except M-7 作詞・作曲：荒井由実） | 松任谷由実（except M-7 作詞・作曲：荒井由実） | 松任谷正隆           | 5:06 |
| 4.                                                            | 「最後の春休み -The Last Spring Break-」                          | 松任谷由実（except M-7 作詞・作曲：荒井由実） | 松任谷由実（except M-7 作詞・作曲：荒井由実） | 松任谷正隆           | 4:42 |
| 5.                                                            | 「甘い予感 -Sweet Expectations-」                                 | 松任谷由実（except M-7 作詞・作曲：荒井由実） | 松任谷由実（except M-7 作詞・作曲：荒井由実） | 松任谷正隆、細野晴臣 | 3:56 |
| 6.                                                            | 「帰愁 -Melancholy-」                                             | 松任谷由実（except M-7 作詞・作曲：荒井由実） | 松任谷由実（except M-7 作詞・作曲：荒井由実） | 松任谷正隆           | 4:17 |
| 7.                                                            | 「冷たい雨 -Cold Rain-」                                          | 松任谷由実（except M-7 作詞・作曲：荒井由実） | 松任谷由実（except M-7 作詞・作曲：荒井由実） | 松任谷正隆、細野晴臣 | 4:27 |
| 8.                                                            | 「風の中の栗毛 -Chestnut Hair Running Through The Wind-」         | 松任谷由実（except M-7 作詞・作曲：荒井由実） | 松任谷由実（except M-7 作詞・作曲：荒井由実） | 松任谷正隆           | 4:27 |
| 9.                                                            | 「稲妻の少女 -She's A Lightning Bolt-」                           | 松任谷由実（except M-7 作詞・作曲：荒井由実） | 松任谷由実（except M-7 作詞・作曲：荒井由実） | 松任谷正隆、山下達郎 | 3:26 |
| 10.                                                           | 「りんごのにおいと風の国 -Scent Of Apples And The Land Of Wind-」 | 松任谷由実（except M-7 作詞・作曲：荒井由実） | 松任谷由実（except M-7 作詞・作曲：荒井由実） | 松任谷正隆           | 6:18 |

### 楽曲解説
1. 未来は霧の中に
1964年の東京オリンピックや1969年のアポロ月面着陸といった1960年代の世相と当時の自分を思い起こすノスタルジックな楽曲。
2. 青いエアメイル -Blue Airmail Envelope-
2007年12月29日NHK『Yuming Films』でドラマ化された（第2話「バイバイ、ベアー〜青いエアメイル」、監督：甲斐さやか、主演：多部未華子、ただしドラマの中では、歌詞内容と状況が異なっている）。岩崎宏美に提供する予定の曲だったが没になった（本人談）。ユーミンの曲では珍しく詞先で作られた。
カバー：今井美樹（2013年）
3. ツバメのように
高層ビルから飛び降り自殺をした若い女性をツバメに例え、第三者の視点で歌った楽曲。
4. 最後の春休み
ハイ・ファイ・セットへの提供曲。1991年に『ルージュの伝言』（TBS）でドラマ化された（第5話、出演・深津絵里、武田真治ほか）。
カバー：伊藤麻衣子（1983年）、千菅春香（2013年）。
5. 甘い予感
1977年のアン・ルイスへの提供曲。詞の中にカーラジオのBGMとしてビーチボーイズが登場する。
カバー：ザ・リリーズ（1981年）、モダンチョキチョキズ（1992年）、井上陽水（1999年）。
6. 帰愁
かつての恋人と再会したものの、素直に本当の気持ちを言えなかった女性の後悔と未練がテーマ。13枚目のシングルとしてリリース。
カバー：研ナオコ（1985年）。
7. 冷たい雨
喧嘩をして出て行き、部屋に戻ったらもう別の女が居たという内容の曲。1975年のバンバンへの提供曲でヒット曲となった「『いちご白書』をもう一度」のB面に収録されていた楽曲。楽曲自体は荒井由実時代に作られたものだった為、作詞・作曲のクレジットも「荒井由実」になっている。
『ルージュの伝言』（TBS）でドラマ化された（第14話、主演・伊藤美紀）。
カバー：ハイ・ファイ・セット（1976年）、倉田まり子（1982年）、森丘祥子（1990年）、香西かおり（2001年）、スティーヴン・ビショップ（2003年）、錢錢（広東語、1980年オムニバスアルバム「6Pair半」『冷雨』）、莫文蔚（カレン・モク）（広東語、1999年ミニアルバム「回家」『冷雨』）、謝巧丹（広東語、2006年アルバム「夜半輕私語」『冷雨』）、張德蘭（広東語、2012年アルバム「重遇 Delighting You Always」『冷雨』）、顏培珊（広東語、2014年アルバム「To Bossa 芭莎的奇想曲」『冷雨』）、柏安妮（広東語、1989年アルバム「不經意」『再見昨天』）、肖盈（北京語、1987年アルバム「眼中情人」『純潔的心』）、莫文蔚（カレン・モク）（北京語、1999年アルバム「就是 莫文蔚」『雙城故事』）。
8. 風の中の栗毛
珍しくベース・ソロが展開されている。1978年の堀川まゆみへの提供曲。
9. 稲妻の少女
無邪気なまでにサーフィンを愛し、男の扱いにも手慣れている少女がテーマの楽曲。13枚目のシングル『帰愁』のB面。
10. りんごのにおいと風の国
曲中のいのこずちとはヒユ科の多年草で、実に三本のヒゲ状の棘があり、服などにくっつく。

## 参加ミュージシャン
- キーボード&マンドリン：松任谷正隆
- ドラム：林立夫、村上"ポンタ"秀一、高橋幸宏
- パーカッション：斉藤ノブ、Pecker
- ベース：細野晴臣、小原礼、高水健司
- エレクトリックギター：松原正樹、今剛
- アコースティックギター：Ted M. Gibson
- トランペット：数原晋、羽鳥幸次、白山文男、岸義和、竹田和三
- トロンボーン：新井英二、岡田澄夫
- フリューゲルホーン：羽鳥幸次
- サックス：村岡健、Jake H. Conception、砂原俊三
- フルート：相馬充、衛藤幸雄
- ケーナ：小山たける
- ピッコロ：小山たける
- ヴァイオリン、ヴィオラ、チェロ：トマト・ストリングス・アンサンブル
- コーラス : 松任谷由実、山下達郎、吉田美奈子、和田夏代子